# Batalla de Quíos (1319)
La batalla de Quíos fue un combate naval librado frente a la costa oriental de la isla de Quíos en el mar Egeo entre una flota latino cristiana (principalmente hospitalaria) y una flota turca del emirato de Aydın.

## Antecedentes
El colapso del poder bizantino en Anatolia occidental y el Mar Egeo a finales del siglo XIII, así como la disolución de la armada bizantina en 1284, crearon un vacío de poder en la región, que fue rápidamente aprovechada por los Beylicatos turcos y los incursores ghazi. Utilizando marinos griegos locales, los turcos comenzaron a involucrarse en la piratería a través del Egeo, apuntando especialmente las numerosas posesiones insulares latinas. Las actividades de los corsarios turcos fueron apoyadas por las rencillas entre los dos principales Estados marítimos latinos, Venecia y Génova. En 1304, los turcos de Menteşe (y después de Aydın) capturaron la ciudad portuaria de Éfeso, y las islas del Egeo oriental parecían a punto de caer ante los invasores turcos. Para prevenir un evento tan calamitoso, en ese mismo año los genoveses ocuparon Quíos, donde Benedetto I Zaccaria estableció un pequeño principado, mientras que en 1308 los Caballeros de San Juan (Hospitalarios) ocuparon Rodas. Estos dos poderes tuvieron que soportar el peso de contrarrestar las incursiones de los piratas turcos hasta 1329.

## Batalla de Quíos y consecuencias
En julio de 1319, la flota de Aydın, bajo el mando personal del emir aydınida Mehmed Beg, zarpó del puerto de Éfeso. Esta se componía de 18 galeras y otras 10 embarcaciones. Esta se encontró fuera de Quíos con una flota de 24 barcos Hospitalarios y ochenta caballeros Hospitalarios, bajo el gran preceptor Alberto de Schwarzburgo, a la que un escuadrón de una galera y otras seis embarcaciones fueron añadidas por Martino Zaccaria de Quíos. La batalla terminó en una aplastante victoria cristiana: sólo seis barcos turcos lograron escapar de la captura o la destrucción.
Esta victoria fue seguida por la recuperación de Leros, cuya población griega nativa se había rebelado en nombre del emperador bizantino, y por otra victoria al año siguiente sobre una flota turca preparada para invadir Rodas.  Sin embargo, la derrota de Quíos no pudo detener el aumento del poder de Aydın. Los Zaccarias fueron poco después obligados a renunciar a su puesto de avanzada continental en Esmirna ante el hijo de Mehmed Umur Beg, bajo cuyo liderazgo las flotas aydınidas recorrieron el Egeo durante las siguientes dos décadas, hasta que las cruzadas de Esmirna (1343–1351) rompieron el poder del emirato de Aydın.